# غنيمة الحرب

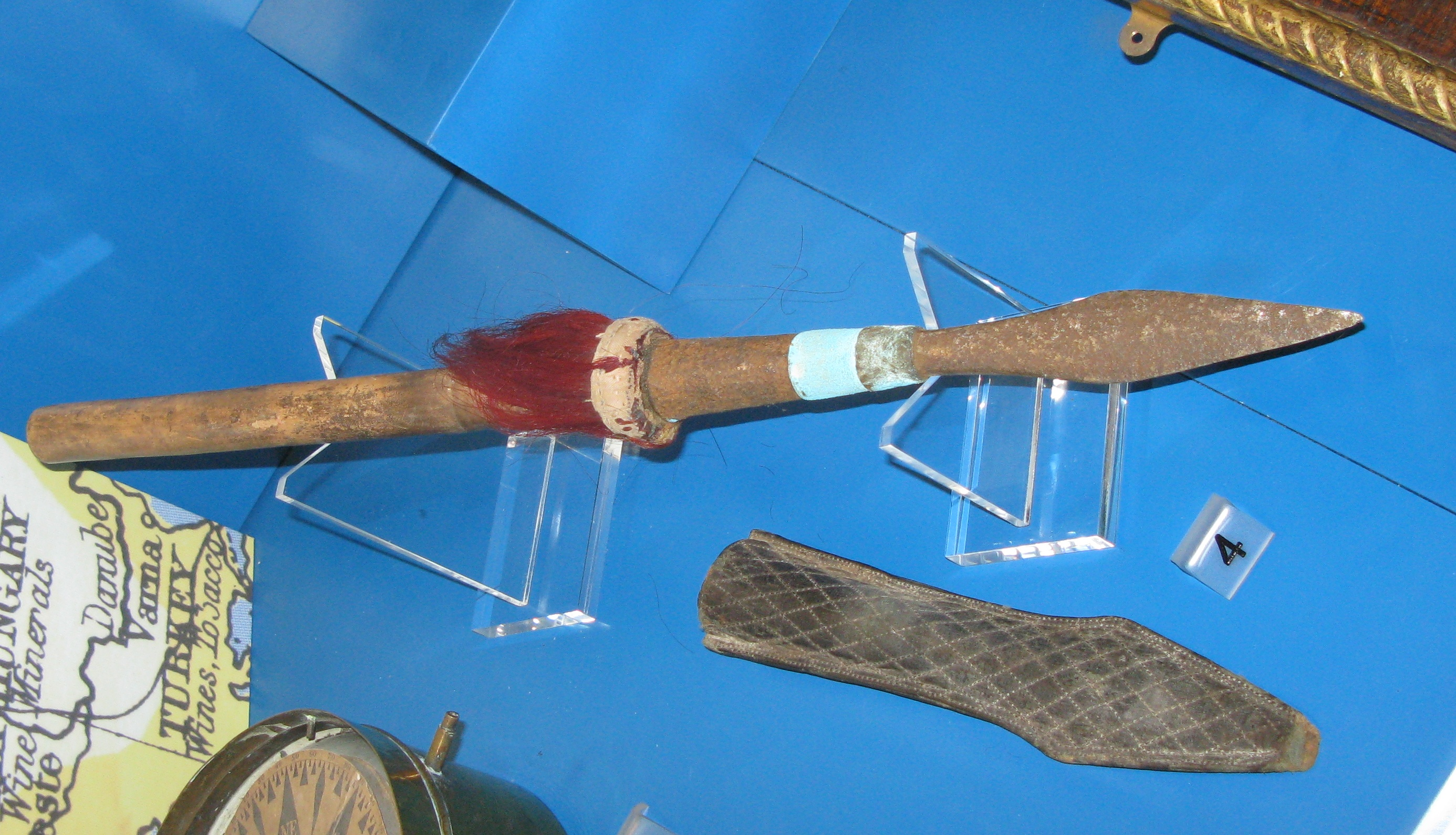
رمح صيني حصل عليه بحارة الغواصة البريطانية HMS L4 كغنيمة من القراصنة خلال حادث أيرين في عام 1927.

غنيمة الحرب هي قطعة من العتاد العسكري يستولي عليه الطرف المنتصر بعد انتهاء الحرب أو القتال، وعادة ما يكون في المعارك البحرية. تقريبًا تم استخدام هذا المصطلح حصريًا للإشارة إلى السفن التي يتم الاستيلاء عليها خلال القرنين الثامن عشر والتاسع عشر.
نشأت القواعد التي تحدد كيفية المطالبة بالغنائم وإدارتها قبل أن يكون هناك قوات بحرية حكومية منظمة وكنتاج لعمليات القرصنة.
من المستبعد الاستيلاء على غنائم الحرب في البحر في الصراعات الحديثة الكبرى نتيجة للتغيرات التي طرأت على الطريقة التي تُخاض بها الحروب وتمول، والقانون الدولي والرقابة، وإمكانية نصب الأفخاخ المتفجرة للاستيلاء على الغنائم. ومع ذلك فقد سمحت اتفاقيتا لاهاي 1899 و1907 بالادعاء بأن العتاد الحربي هو غنيمة حرب كما ينص القانون في الولايات المتحدة.

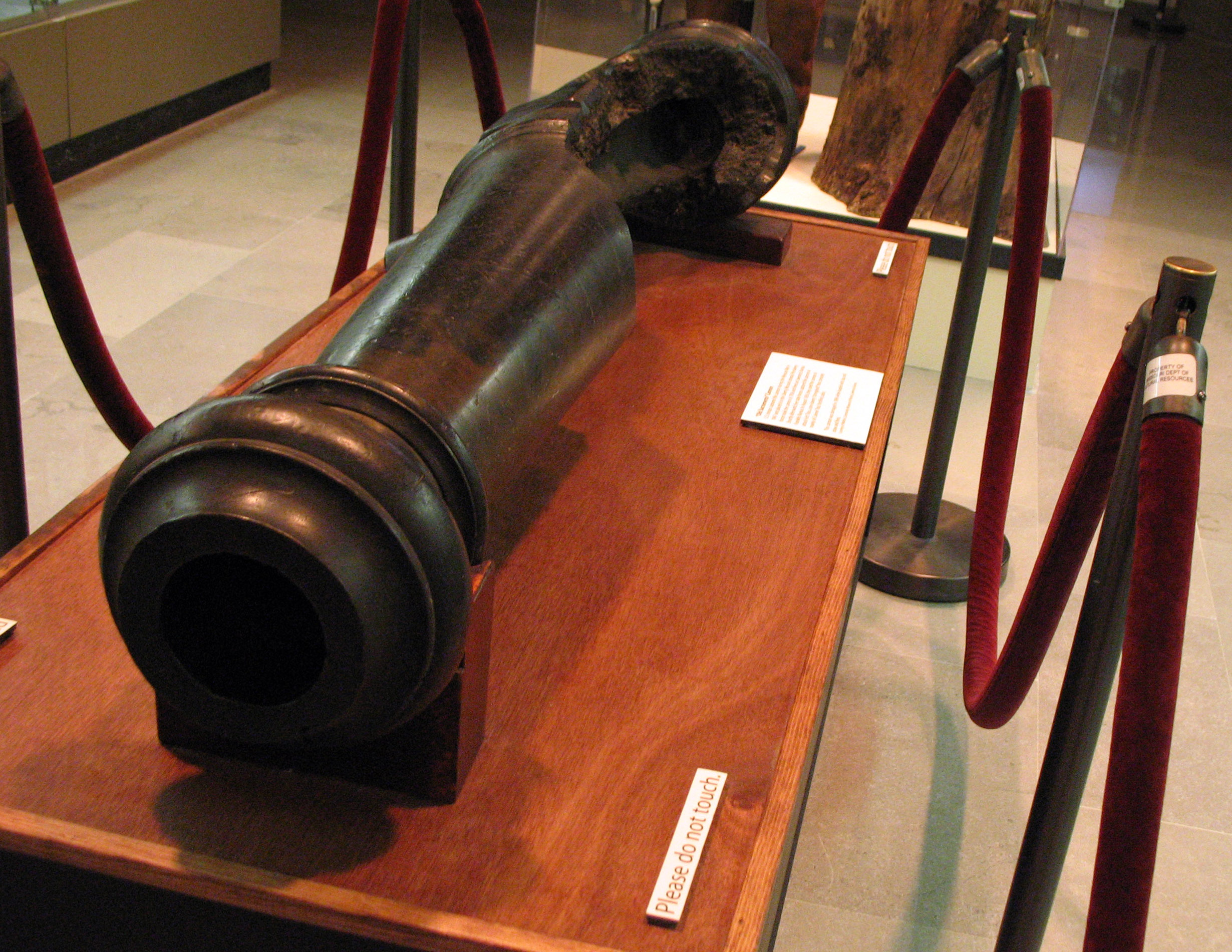
مدفع تم سرقته من المكسيك في عام 1847، وتم الاستيلاء عليه لاحقًا في قتال دار في ولاية كانساس

شملت الغنائم التي تم الاستيلاء عليها في الحرب العالمية الثانية غواصة ألمانية تم تسميتها لاحقًا باسم HMS Graph، وسفينة U-505 والتي استولت عليها عناصر من بحرية الولايات المتحدة في فرقة عمل بقيادة الكابتن دانيال في جاليري آنذاك. وحاليًا تم وضع السفينة U-505 في أحد متاحف شيكاغو.
على الرغم من عدم مشاركتها في القتال، فقد تمت مصادرة اثنتين من السفن الشراعية Gorch Fock من ألمانيا باعتبارها غنائم تعويض في ختام الحرب العالمية الثانية، وظلت إحداهما في الخدمة الأمريكية وتُدعى USCGC Eagle.
تم وضع كميات من العتاد العسكري العراقي الذي تم الاستيلاء عليه خلال حرب الخليج الثانية في متاحف الولايات المتحدة

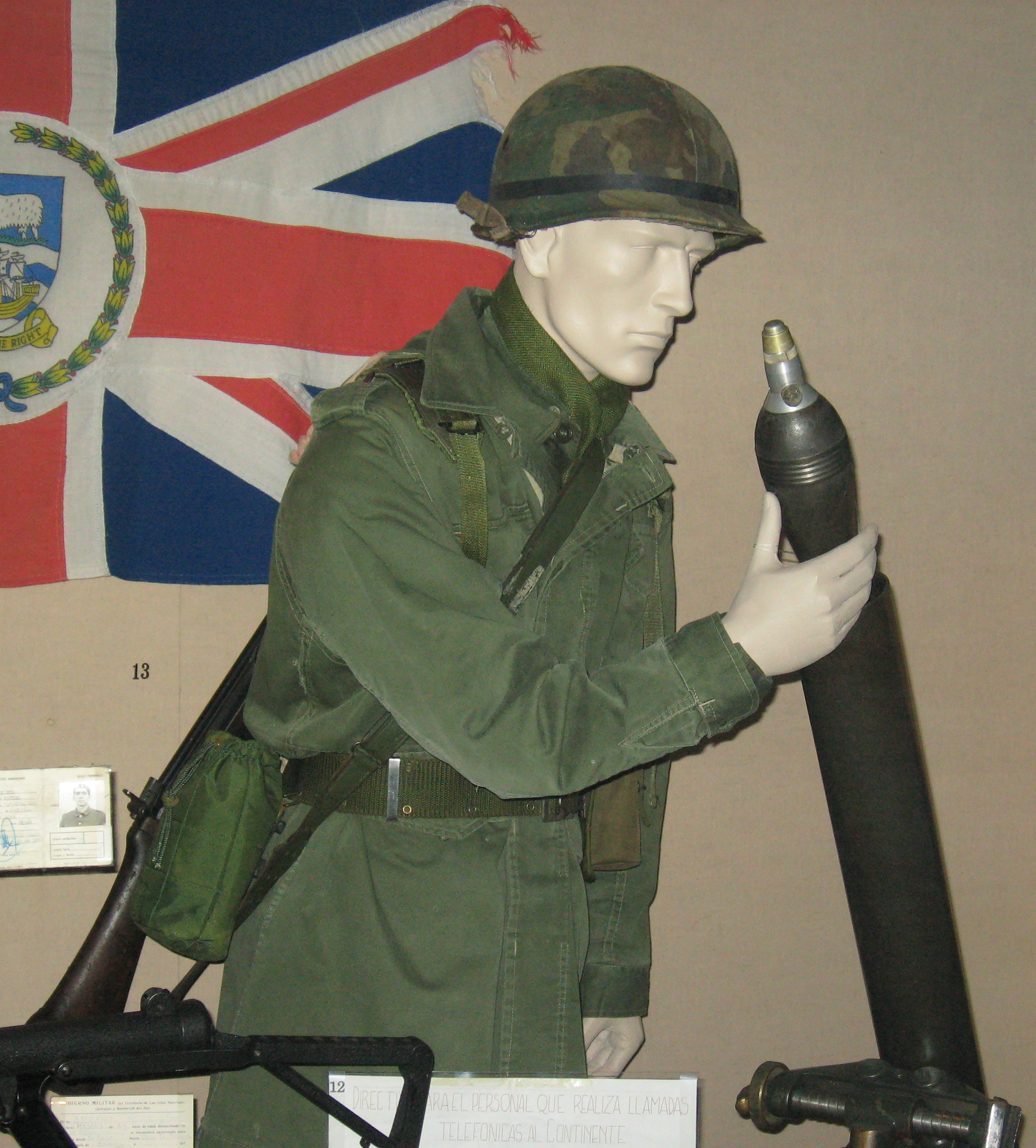
معدات المشاة الأرجنتينية المستولى عليها أثناء عرضها في متحف الحرب الإمبراطوري

أعادت القوات المسلحة البريطانية استخدام العتاد العسكري المستولى عليه من حرب الفوكلاند. وقد شمل هذا العتاد طائرتين Agusta A109 من طراز هليكوبتر استولى عليهما الجيش البريطاني من الجيش الأرجنتيني حيث كان السلاح الجوي العسكري يستخدمهما حتى عام 2007.